# Żargonowe nazwy taboru kolejowego
Żargonowe nazwy taboru kolejowego – nazwy pojazdów kolejowych stosowane przez kolejarzy i miłośników kolei.
Socjolekt kolejowy charakteryzował się pierwotnie podziałem na dwie warstwy. Pierwszą było słownictwo fachowe i jego uproszczenia stosowane przez kolejarzy, ale również przez miłośników. Druga natomiast to pojęcia wykorzystywane wyłącznie przez miłośników. Podział ten po okresie odrębności zaczął się zacierać, jest mniej zauważalny, a słownictwo uległo ujednoliceniu.
Wśród żargonowych nazw pojazdów można wyróżnić:
- derywatywy i inne przekształcenia oznaczeń,
- określenia motywowane krajem pochodzenia i nazwą producenta,
- określenia pochodzące od cech:
  - wyglądu zewnętrznego – budowy i malatury,
  - wydawanych odgłosów,
  - innych, np. awaryjności[2].

Nazwy te mogą być zapisywane zarówno wielką, jak i małą literą. Wśród ich użytkowników zdecydowanie częściej pojawia się jednak zapis małą literą, co jest zgodne ze słownikową zasadą pisowni nazw pospolitych konkretnych przedmiotów.

## Lokomotywy parowe

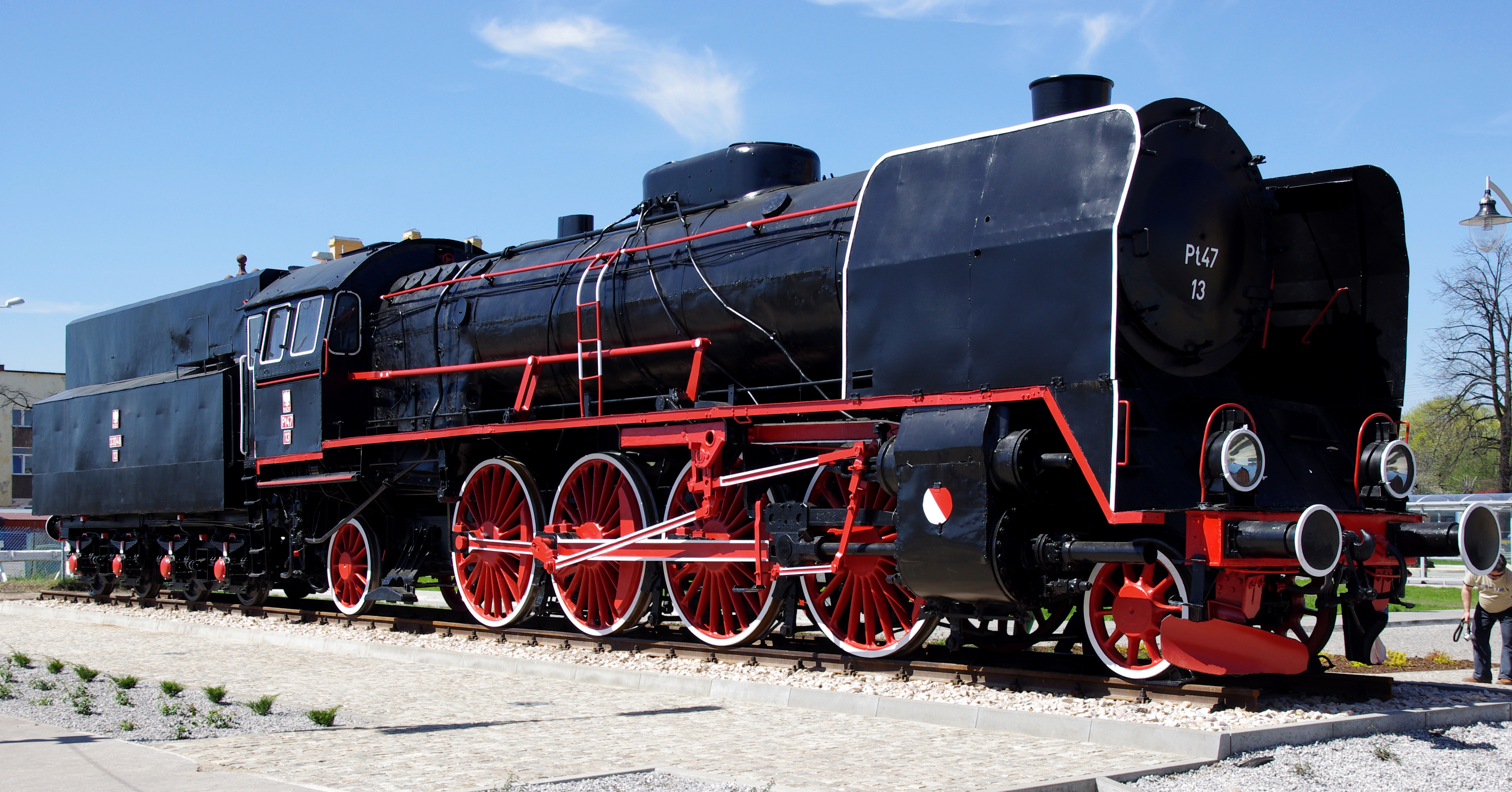
Pt47 – petucha, pyta

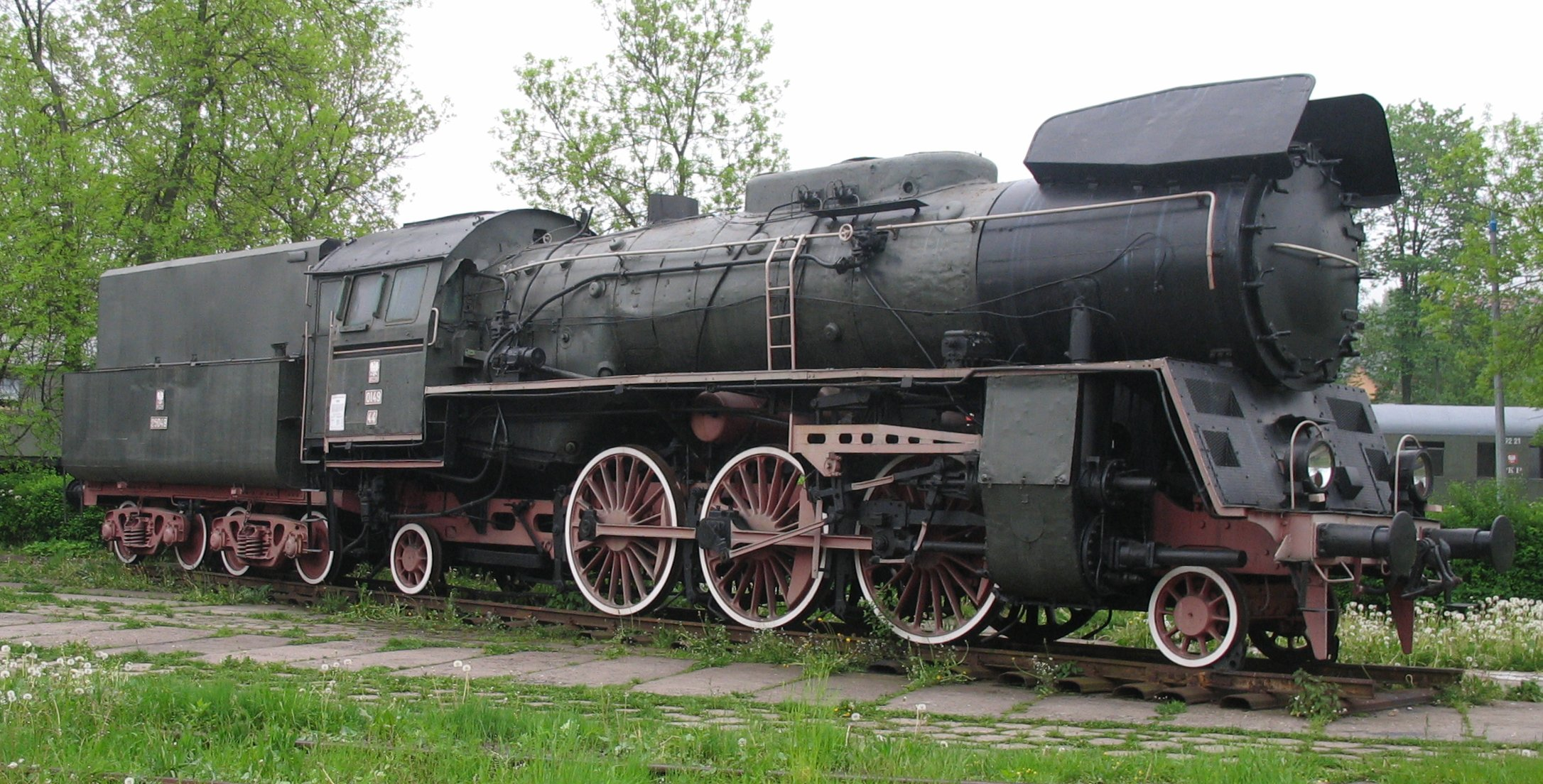
Ol49 – oelka, Ola

| Pojazd         | Nazwy żargonowe            |
| -------------- | -------------------------- |
| Pn11           | Sisi                       |
| Pm2, Pm3, Pm36 | peema                      |
| Ok1            | okajedynka                 |
| Ok22           | oka                        |
| Os24           | osa                        |
| OKl27          | okaelka                    |
| OKo1           | oczko                      |
| OKz32          | okazetka                   |
| Ty246          | Truman                     |
| Ty2/Ty42       | teigrek, dwójka, kriegslok |
| Ty3            | teigrek, trója             |
| Ty51           | staliniec, stoker, krowa   |
| Tr5            | teerka                     |
| Tr20           | Baldwin                    |
| Tr203          | teerka                     |
| TKh49          | ferrumka                   |
| Pt47           | petucha, pyta              |
| Ol49           | oelka, Ola                 |
| TKt48          | osiołek, tekatka, tetetka  |

## Lokomotywy elektryczne

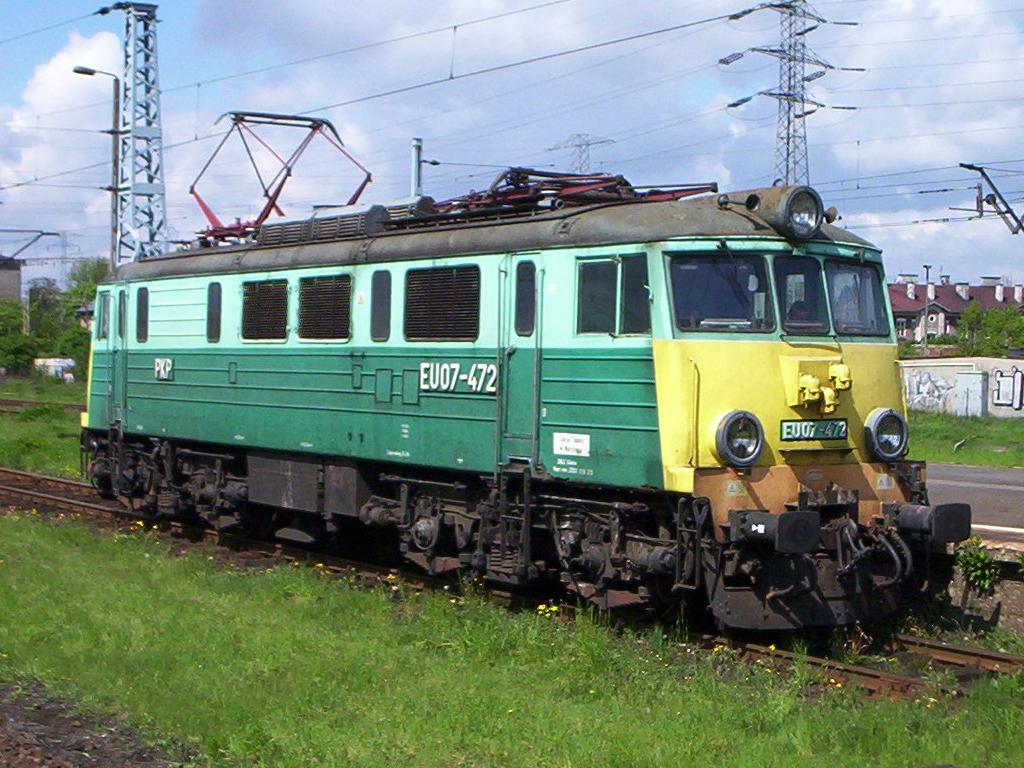
EU07 – siódemka

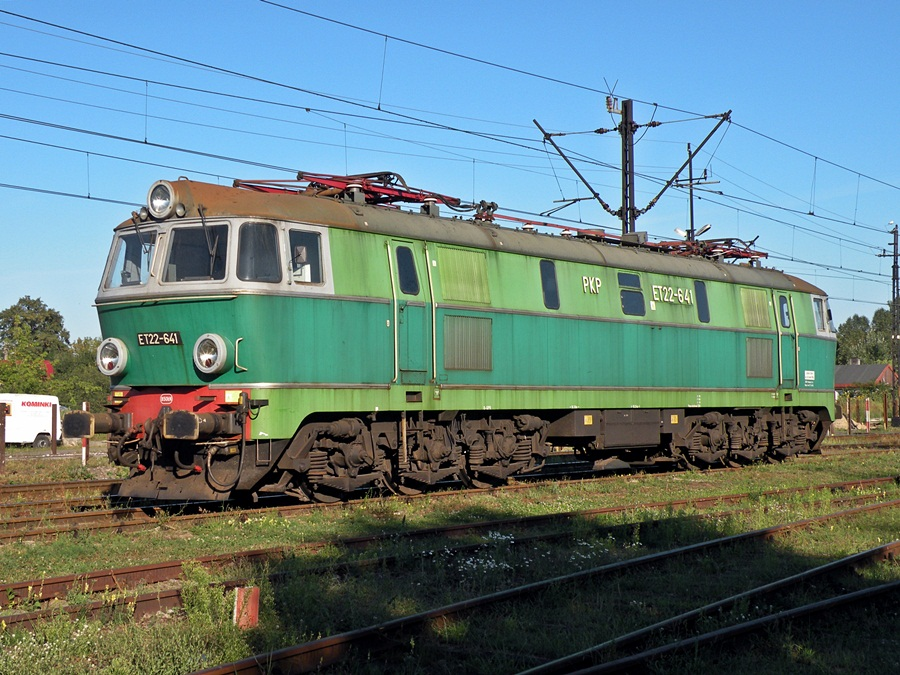
ET22 – byk

| Pojazd         | Nazwy żargonowe                                                            |
| -------------- | -------------------------------------------------------------------------- |
| EU04           | bezerka                                                                    |
| EP05           | piątka, Czech, Czesio                                                      |
| EU06           | szóstka, Anglik                                                            |
| EU07/EP07      | siódemka, Anglik, bezerka, wysokie koła, czekoladka (w brązowym malowaniu) |
| EU07A          | siódemka, turbosiódemka, asynchron                                         |
| EP07-1001÷1069 | siódemka, budyń                                                            |
| EP08           | ósemka, świnia                                                             |
| EP09           | dziewiątka, epoka                                                          |
| EM10           | krokodyl, kangurek                                                         |
| EU11           | larwa                                                                      |
| ET21           | kant, sputnik, telewizor, karton                                           |
| ET22           | byk, Helmut, rekin (wersja z reflektorami w prostokątnych oprawach)        |
| ET40           | bomba, bombowiec, czterdziestka, Czech                                     |
| ET41           | jamnik, Bolek i Lolek, łamaniec                                            |
| ET42           | Rusek, Czapajew                                                            |
| EU44           | Husarz                                                                     |
| EU45           | Dispolok                                                                   |
| EU47           | Hetman                                                                     |
| EL1, EL2, EL3  | krokodyl                                                                   |
| 2E             | Vickers                                                                    |
| 182            | rakan                                                                      |
| 1822           | Brennerlok                                                                 |
| ASF            | Adolf, Karolina, capek                                                     |

## Lokomotywy spalinowe

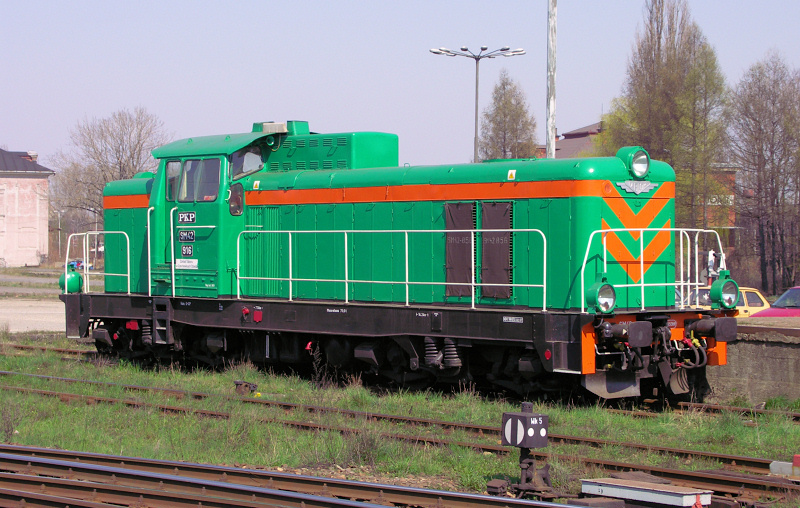
SM42 – stonka

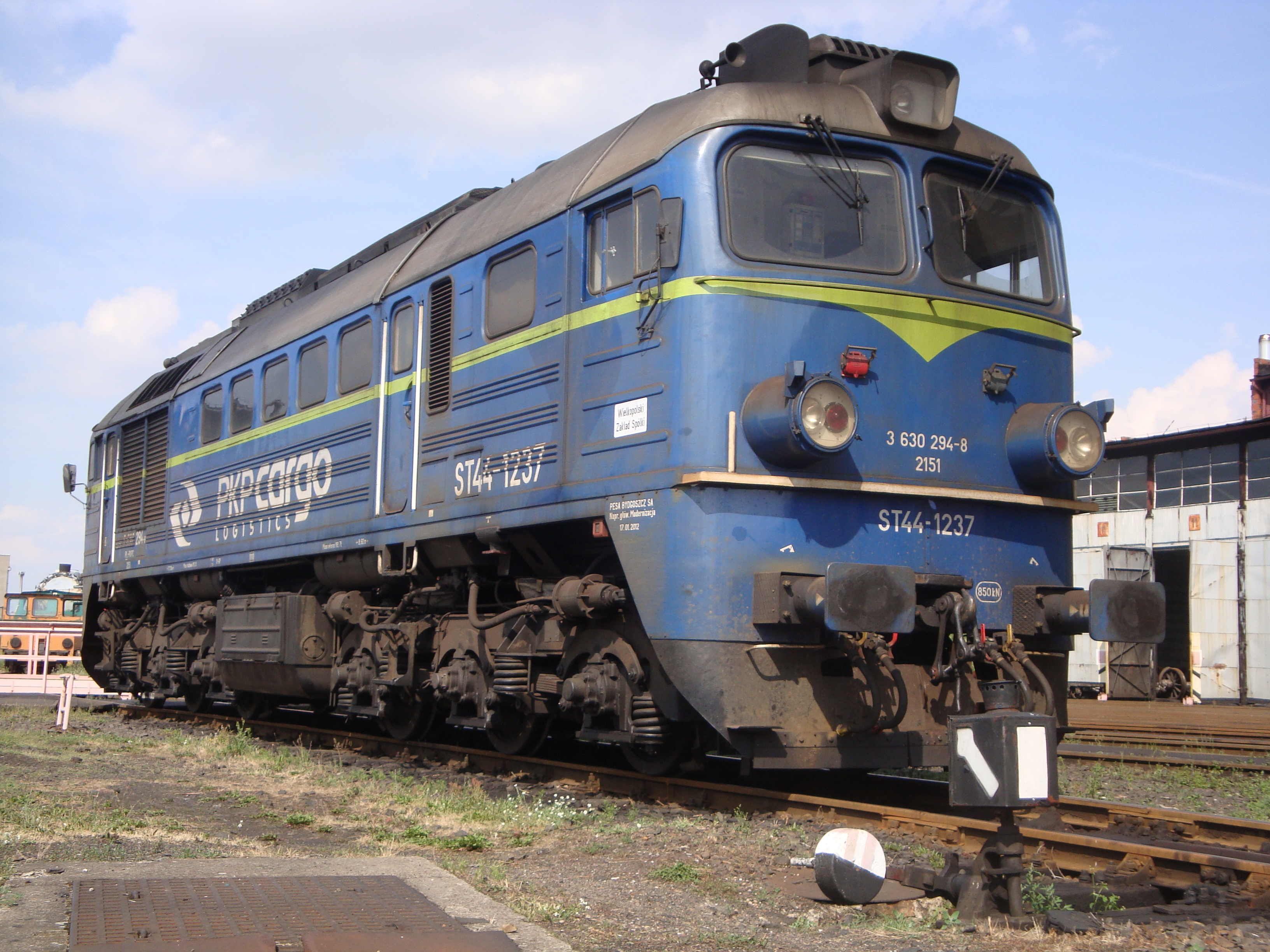
ST44 – Gagarin, Iwan

| Pojazd      | Nazwy żargonowe |
| ----------- | --- |
| JT42CWRM    | mamut, szerszeń |
| 401Da       | kaczka, plankton |
| SM03        | kaczka, kaczor |
| SM30        | trzydziestka |
| SM31        | trumna, szafa, polonez, smrodek |
| SP32        | papuga, odkurzacz, Rumun, zemsta Ceaușescu |
| SM41        | Węgier, smrodek |
| SM42        | Eleska,stonka, Fablok, Łajka, wibrator, turbostonka lub kiosk (po modernizacji)                                                                       |
| SU42        | Polsat |
| SP42        | kaczka, kociołek, Łajka |
| SM48        | Tamara, jamnik (modernizacja do typu 15D/16D) |
| ST40        | Batman |
| ST43        | Rumun |
| ST44        | Gagarin, Iwan, Rusek, Taigatrommel, kołomna (dotyczy jednostek po modernizacji z zastosowaniem nowego silnika, wyprodukowanym w mieście o tej nazwie) |
| SU45        | Fiat |
| SU46        | suka |
| ČD 753, 754 | okularnik, nurek |
| BR232       | Ludmiła |

## Elektryczne zespoły trakcyjne i wagony silnikowe

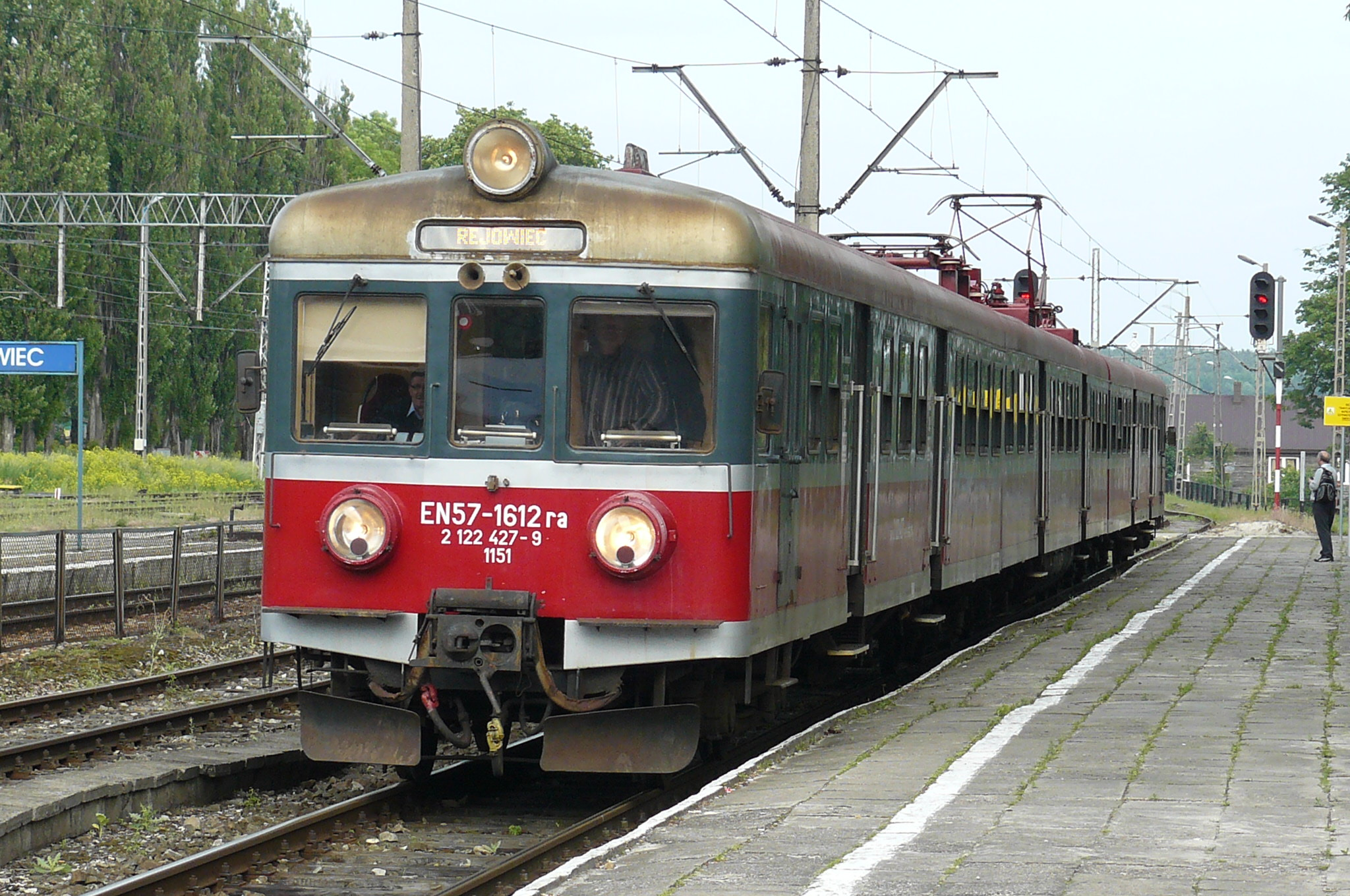
EN57 – kibel

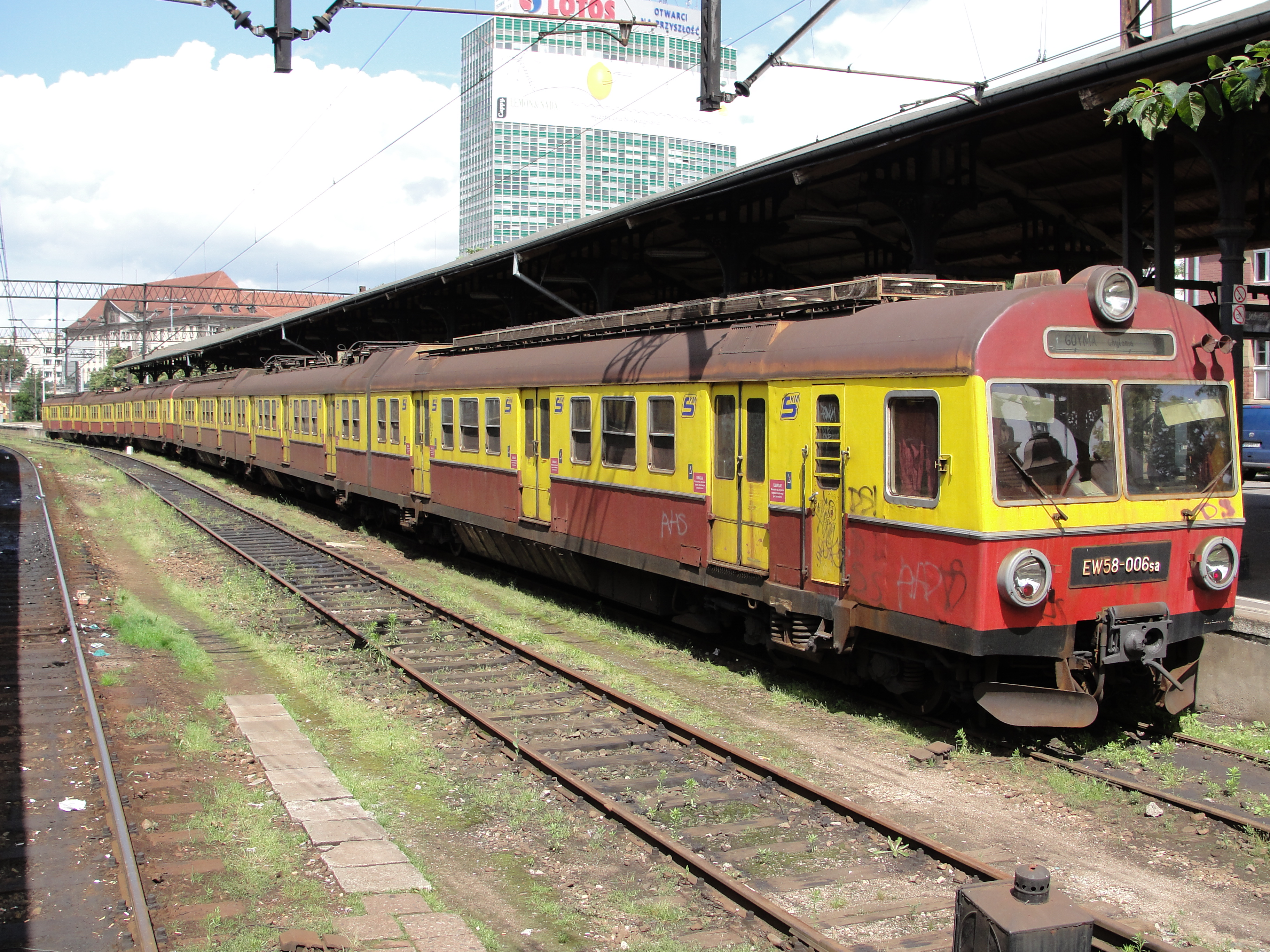
EW58 – UFO, kolory

| Pojazd                                       | Nazwy żargonowe |
| -------------------------------------------- | --- |
| EN57                                         | kibel lub enka (ogólnie), żółtek, chińczyk, kanarek lub Minionek (od żółtego koloru w pierwotnym malowaniu), tyk-tyk lub tyku-tyku (charakterystyczna praca sprężarki), kibel de luxe (wersja z miękkimi siedzeniami), ortopeda (wersja z plastikowymi, niewygodnymi siedzeniami), babcia (EN57-038 należący do Kolei Mazowieckich) |
| EN57-2001÷2078                               | kibel, spot, banan |
| EN57KM                                       | kibel, chopper |
| EN57 1900÷1953                               | kibel, kanciak |
| EN57AL                                       | kibel, Alicja Alina, Arbuz (w podlaskim malowaniu Polregio) |
| EN57AL-2101÷2121                             | kibel, tygrys, pomarańcza |
| EN57 inne zmodernizowane                     | kibel, turbokibel, banan |
| EN57 i pochodne wyeksportowane do Jugosławii | Gomułka |
| EN61                                         | Pociąg Papieski (ze względu na kursowanie kolejowym szlakiem Jana Pawła II pomiędzy Krakowem a Wadowicami) |
| EN71                                         | kibel, jamnik, Gomułka (jednostka zmodernizowana po powrocie z Bałkanów), żółwik (modernizacja EN71-045), długi kibel, dziadek (EN71-001 po naprawie P4) góral |
| ED72, ED73                                   | kibel, Edek, eden, tyrystor (ED73), jedynak (ED73) |
| ED74                                         | Edyta, Edek, asynchron |
| EN80                                         | babcia |
| EN94                                         | akwarium, szklarnia (jednostka prototypowa) |
| EN95                                         | perła, gruszka, lalunia |
| EN97                                         | mrówa |
| EN100                                        | Terminator, Predator, Lord Vader |
| 31WE                                         | Jaszczur |
| EW90, EW91, EW92                             | modrak |
| EW58                                         | UFO, kolory (ze względu na różnorodność egzemplarzy) |
| EW60                                         | cudo |
| EN77                                         | kaktus (żartobliwie od Acatus II) |
| ED161                                        | karp |
| ED250                                        | dziobak, galaktyczny dziobak (od kształtu czoła) |

## Spalinowe zespoły trakcyjne i wagony silnikowe

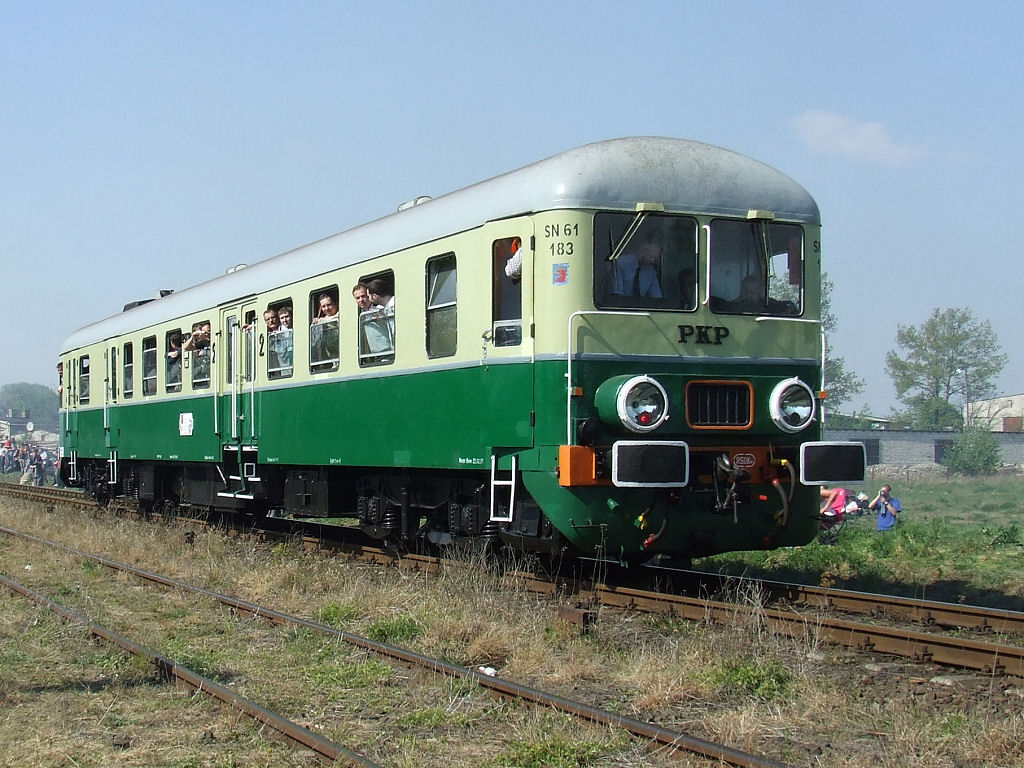
SN61 – Ganz, Clayton

| Pojazd                    | Nazwy żargonowe                                                                                   |
| ------------------------- | ------------------------------------------------------------------------------------------------- |
| SAx 90                    | luxtorpeda                                                                                        |
| SN61                      | Ganz (od silnika), Clayton (od kotła grzewczego), Madziar (od pochodzenia węgierskiego), wibrator |
| SA106                     | pesobus, pesozłom (ze względu na awaryjność)                                                      |
| SA105                     | trapez, żelazko                                                                                   |
| SA108                     | podwójne żelazko                                                                                  |
| SA101, SA102              | karton                                                                                            |
| SN81, SA104, SA107, SA109 | Kolzam, kolzłom (ze względu na awaryjność)                                                        |
| SA110                     | Helmut, niemcobus                                                                                 |
| SA136                     | smerf                                                                                             |
| SA139                     | rekin, dreamliner (ze względu na awaryjność)                                                      |
| VT627, VT628              | niemcobus                                                                                         |
| MR/MRD                    | Duńczyk, mrówka                                                                                   |
| Y                         | lynette                                                                                           |
| DSB MA                    | lyntog, cygaro, srebrna strzała                                                                   |
| ČD 810                    | motorak                                                                                           |

## Wagony osobowe

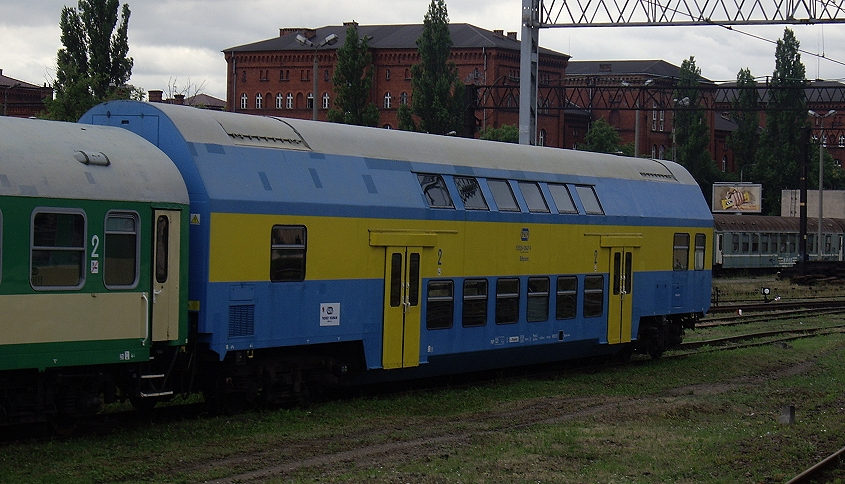
Bdhpumn – Bohun

| Pojazd          | Nazwy żargonowe                                                                                         |
| --------------- | --- |
| 43A, 101A, 102A | bonanza, ryflak                                                                                         |
| 120A            | bonanza                                                                                                 |
| Bdhpumn         | Bohun                                                                                                   |
| Bhp             | bipa (od poprzedniego oznaczenia), kawa (malowanie oliwkowe), jajecznica (malowanie żółto-pomarańczowe) |

## Tabor wąskotorowy

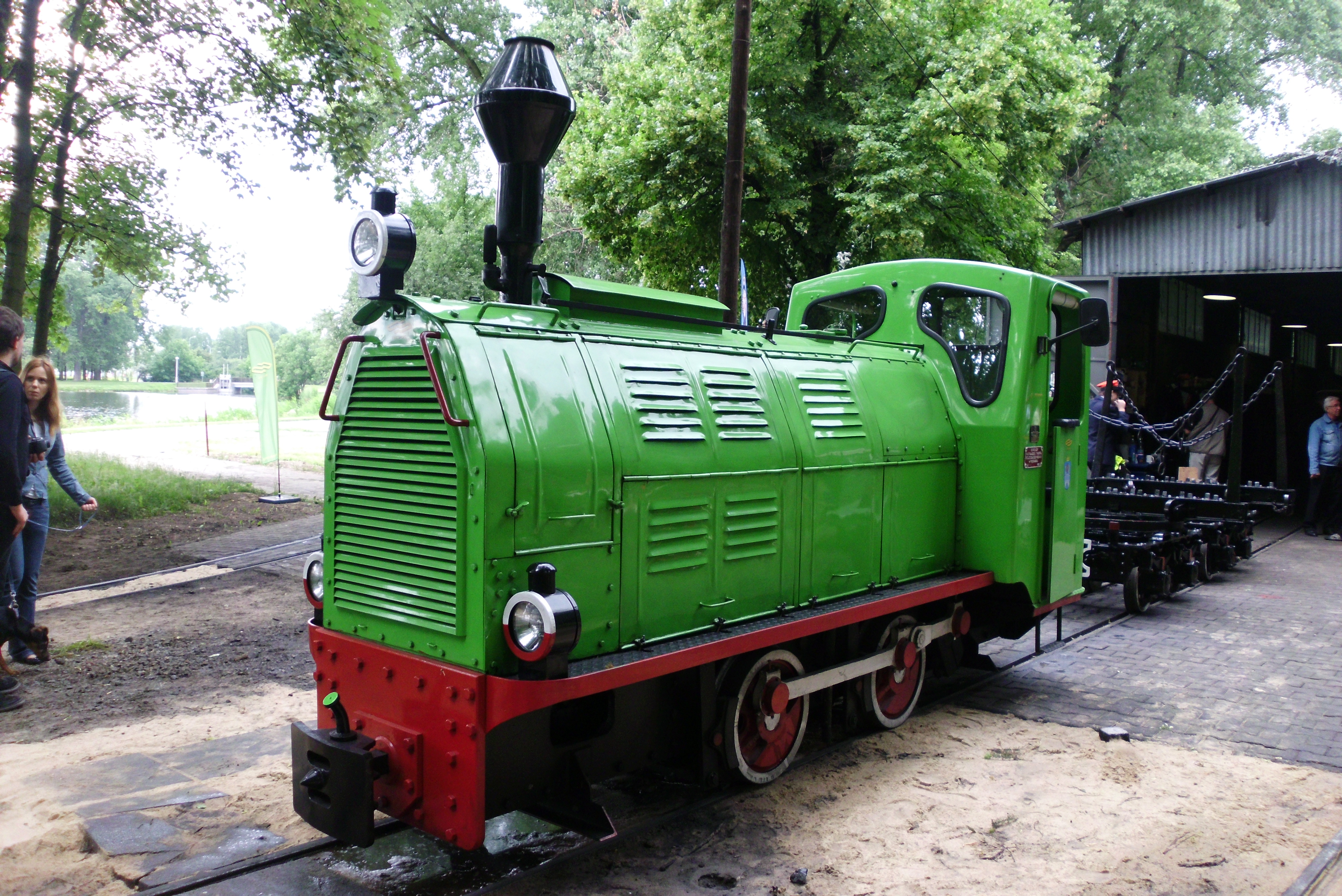
WLs40 – wueleska

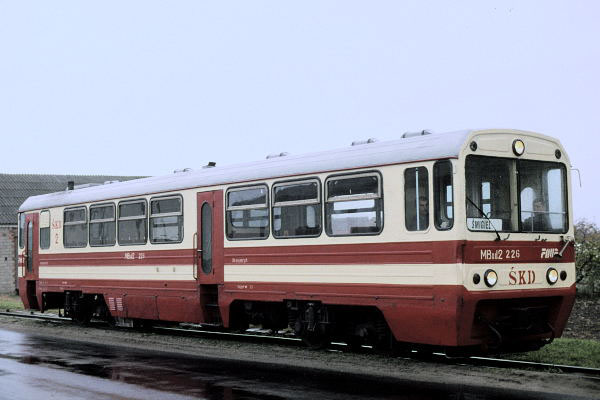
MBxd2 – Rumun

| Pojazd             | Nazwy żargonowe                                                                                                |
| ------------------ | --- |
| Kp4                | kapeć (od oznaczenia)                                                                                          |
| Las47              | lasek |
| Px48, Px49         | peiks (od oznaczenia)                                                                                          |
| Lxd2               | Rumun (kraj pochodzenia), Maybach (od nazwy producenta silnika), Henschel (od nazwy producenta silnika)        |
| Lyd1               | Lidka, wueleska (od typu)                                                                                      |
| Lyd2               | Donald, Lidka, Rumun (kraj pochodzenia)                                                                        |
| WLs40              | wueleska |
| WLs50              | wueleska |
| WLs75              | wueleska |
| MBxd1              | babcia |
| MBxd1 161-168, 1Mw | Łajka |
| MBxd2              | Rumun, Ikarus (ze względu na silnik i skrzynię biegów), Hungar (podzespoły z Węgier), Raba (producent silnika) |
| Bxhpi              | Rumun |
| 3Aw                | Pafawag |

## Tramwaje
| Pojazd                        | Nazwy żargonowe |
| ----------------------------- | --- |
| Konstal 13N                   | parówka, paróweczka (od obłego kształtu) |
| Alstom Citadis 100, typ 116Nd | Karlik, karlik (lokalna nazwa z GZM, wybrana w plebiscycie lokalnej prasy z 2001 r.)                                                                  |
| Tw269                         | Ring (nazwa nadana z uwagi na to, że w przedwojennym Gdańsku tramwaje dojeżdżały do końcówki nieopodal Ringstrasse – obecnie ul. Tadeusza Kościuszki) |

## Nazwy stosowane za granicą
| Pojazd                   | Nazwy żargonowe |
| ------------------------ | --- |
| Baureihe 119 DR (NRD)    | Karpatenschreck (z niem. Postrach Karpat), Ceaușescu Rache (z niem. Zemsta Ceaușescu – z uwagi na rumuńskie pochodzenie i awaryjność), U-Boot (od okrągłych okien bocznych) |
| seria 2050 ÖBB (Austria) | schnelle Franz (z niem. szybki Franciszek) |